# Тендринг
Тендринг (англ. Tendring) — неметрополитенский район (англ. non-metropolitan district) со статусом боро в графстве Эссекс (Англия). Административный центр — город Клактон-он-Си.

## География
Район расположен в северо-восточной части графства Эссекс, граничит с графством Суффолк, выходит на побережье Северного моря.

## История
Район был образован 1 апреля 1974 года в результате слияния боро Харидж, городских районов (англ. Urban district) Брайтлингси, Клактон, Фринтон-энд-Уолтон и сельского района (англ. Rural District) Тендринг.

## Состав
В состав района входит восемь городов:
- Брайтлингси
- Доверкорт
- Клактон-он-Си
- Маннингтри
- Уолтон-он-те-Нейз
- Фринтон-он-Си
- Харидж
- Холленд-он-Си

и 24 общины (англ. civil parish).